# Mama Was a Rock and Roll Singer, Papa Used to Write All Her Songs
Mama Was a Rock and Roll Singer, Papa Used to Write All Her Songs è il quinto e ultimo album in studio del duo musicale statunitense Sonny & Cher, pubblicato nel 1973.

## Tracce
Side A
1. It Never Rains in Southern California (Albert Hammond, Mike Hazlewood) – 3:49
2. I Believe in You (Dennis Pregnolato, Michel Rubini, Don Dunne) – 2:59
3. I Can See Clearly Now (Johnny Nash) – 3:38
4. Rhythm of Your Heart Beat (Tony Macaulay, Geoff Stephens) – 3:32
5. Mama Was a Rock and Roll Singer Papa Used to Write All Her Songs (Sonny Bono) – 9:37

Side B
1. By Love I Mean (Hal David, William Jacobs, M. A. Trujillo) – 4:24
2. Brother Love's Traveling Salvation Show (Neil Diamond) – 3:16
3. You Know Darn Well (Tony Macaulay) – 3:20
4. The Greatest Show on Earth (Bob Stone) – 3:50
5. Listen to the Music (Tom Johnston) – 3:53